# 김건 (배우)
김건은 대한민국의 배우이다. KBS 대하드라마 《태종 이방원》에서 조영규를 연기한 걸로 잘 알려져 있다.